# Pandion I
Pandion I (Oudgrieks: Πανδίων Α') was een legendarische koning van Athene. Hij was de zoon van Erichthonius en de bronnimf Praxithea (of Pasithea), echtgenoot van de bronnimf Zeuxippe, vader van Procne en Philomela en van de tweeling Erechtheus en Butes. Erechtheus volgde hem op als koning, Butes als priester. Tereus was zijn schoonzoon.

## Een vreemde troepenmacht van overzee
De Atheense koning Pandion gaf zijn dochter Procne ten huwelijk aan de Thracische koning Tereus. Athene condoleerde Niobe van Thebe niet met het verlies van haar zeven zonen en zeven dochters, zoals de staten van Argos en Sparta, Mycene, Calydon, Orchomenos, Korinthe, Messene, Patras, Cleonae, Pylos en Troizen. Athene was er niet toe in staat, omdat een oorlog het van zijn plicht onthield: 'een vreemde troepenmacht komend van overzee, deed de Atheense muren trillen'. Tereus kwam Athene vanuit Thracië te hulp. Tereus 'versloeg de vijand en zijn naam werd sinds die zege hoog geprezen.'

## Het verlies van zijn dochters
Toen Tereus echter naar Athene kwam om Philomela naar haar zus te begeleiden voor een bezoek, verkrachtte hij haar na de oversteek. De zusters namen later wraak door Tereus zijn zoontje Itys als maaltijd voor te schotelen en werden in vogels veranderd. Tereus, die hen nazat veranderde ook in een vogel (Ovidius' Metamorfosen, Boek VI, 421-674). 

## Overlijden en opvolging
Pandion stierf, 'voordat hij een hoge leeftijd bereikt had' van verdriet en werd opgevolgd door Erechteus.

## Heiligdom van Pandion
Pandion was de eponieme heros van de phyle Pandionis. Een heroön ter ere van hem stond op de zuidoosthoek van de Akropolis van Athene, het zogenaamde Heiligdom van Pandion. Hier stond een beeld van hem, dat het volgens Pausanias waard was om te bekijken. Ook stond er een beeld van hem in het Monument van de eponieme helden op de Agora van Athene.

## Referentie
- Der Kleine Pauly, München: Deutscher Taschenbuch Verlag 1979, Bd. 4, art. ‘Pandion’